# Monique Bauer-Lagier
Pour les articles homonymes, voir Bauer et Lagier.
Monique Bauer-Lagier, née le 1er décembre 1922 et morte le 19 février 2006, est une femme politique et féministe du Parti libéral suisse en Suisse romande. Dans le cadre d'élections cantonales, Genève, son canton et sa base politique d'origine, introduit le suffrage féminin dès 1960. Au niveau national cependant, la Suisse est en retard, n'autorisant que le vote des hommes jusqu'en 1971. Bauer-Lagier est donc pionnière en matière du droit de vote des femmes. Les droits des femmes sont un des points forts de ses engagements politiques,.

## Biographie
Monique Lagier est née à Meyrin, alors un village agricole du canton de Genève situé à une courte distance au nord-ouest de la ville. Jean et Thérèse Lagier, ses parents, sont instituteurs.

### Formation
Elle suit un enseignement classique et passe ses examens de maturité en 1941. En tant que femme, elle n’est pas tenue de faire son service militaire, et se dirige directement vers l'obtention d'un diplôme en pédagogie de l'Institut des sciences de l'éducation de Genève. Ses parents privilégiant l'éducation de ses frères, il ne lui est pas possible de s'inscrire à l'université.

### Engagement politique
Après cela, elle travaille pendant huit ans comme enseignante, puis elle s'occupe ensuite de sa famille et s'investit dans les œuvres sociales. Elle est témoin de la période d'urbanisation et de construction de HLM à Onex en 1963. Sa carrière politique commence avec son élection en 1973 au parlement cantonal de Genève, qu'elle envisage comme une suite de ses engagements sociaux. Elle conserve son siège jusqu'en 1977. Entre-temps, en 1975, elle est élue au Conseil national, qui est la chambre basse du parlement fédéral suisse.
En 1979 son indépendance crée une tension avec le parti libéral. Elle est tout de même élue au Conseil des États, la chambre haute du parlement suisse. Elle reste jusqu'en 1987 à l'Assemblée fédérale. Elle devient membre du comité national du Parti libéral.
Dans sa conception de la politique, elle pense que le libéralisme doit être associé à une forme de solidarité envers les plus démunis. Alors qu'on lui offre un poste dans une grande banque, elle le refuse afin de protéger son indépendance. Elle se positionne également contre l'énergie nucléaire.

### Engagement pour le droit des femmes
Elle soutient les droits des femmes et notamment la nouvelle loi sur le mariage (de) et l'égalité des droits entre hommes et femmes dans les commissions gouvernementales.
Au Conseil national dès 1975, elle millite pour une représentation égalitaire des hommes et des femmes. Elle prend part à la commission sur le droit matrimonial, et à la commission pour inscrire le principe de l'égalité dans la constitution.
Elle se concentre sur les droits des minorités, la protection écologique, un nouvel ordre économique international entre Nord et Sud, et un dialogue constructif entre Est et Ouest. Pour elle, l'écologie est liée aux décisions politiques car c'est vital, elle est donc opposée au gaspillage d'énergie, et aux centrales nucléaires tant que le problème des déchets n'est pas résolu. Elle est favorable à plus d'effort de la Suisse pour le tiers-monde et les droits humains. Elle considère l'apport des étrangers comme positif pour l'économie.
Elle préside plusieurs organisations : un groupe parlementaire pour les réfugiés, l'Institut international de la paix, le Swiss Aids Support (de), Bread for All et l'Union internationale des parlementaires suisses,.

## Vie privée
Elle épouse Paul-A. Bauer, un médecin. Le couple a trois enfants.

## Hommage et postérité

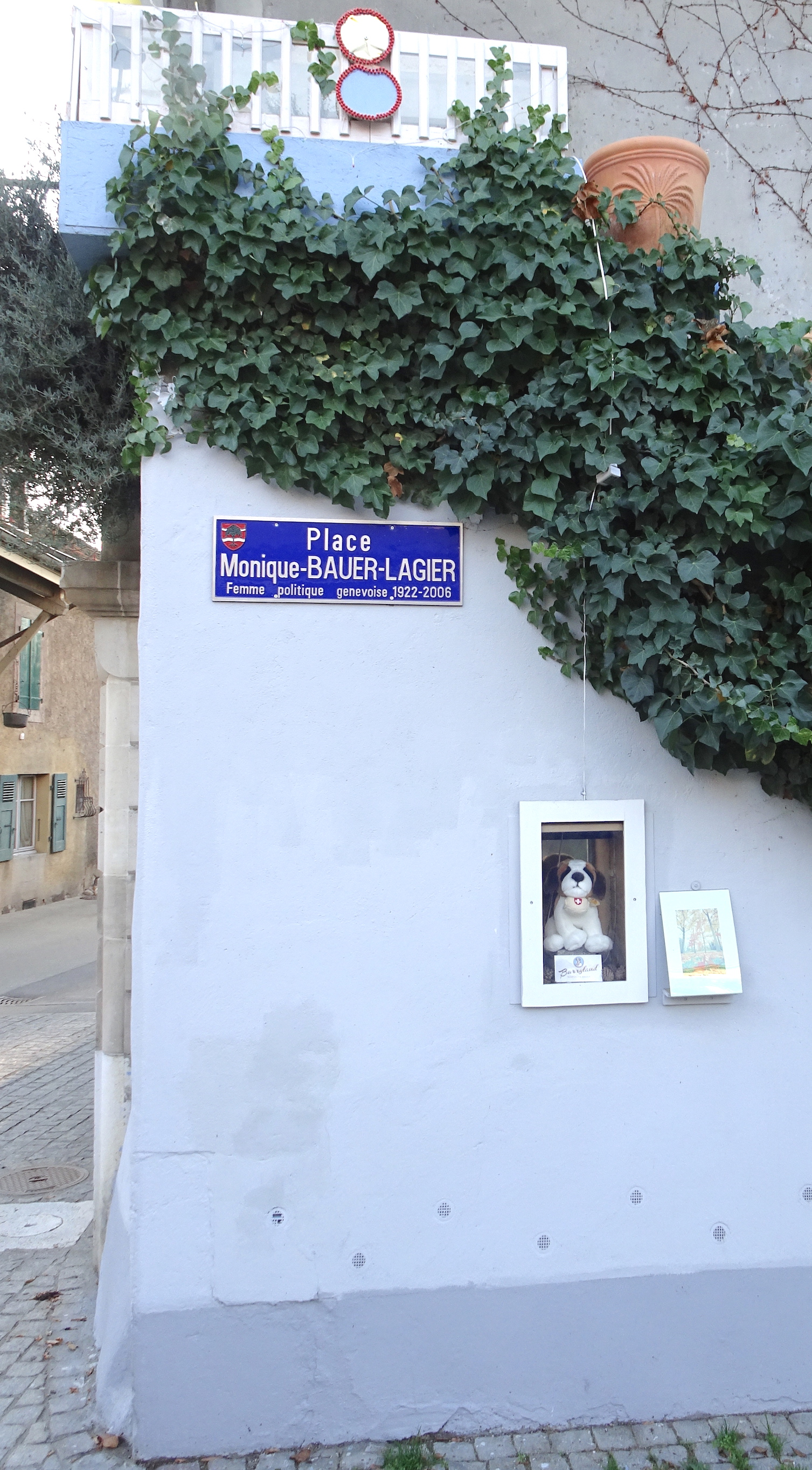
Place Monique-Bauer-Lagier à Onex

En 2019 à Genève l'association l'Escouade dans le cadre du projet 100elles renomme temporairement la rue Chaponnière à son nom,,.
Depuis 2020, une place porte son nom à Onex.
Depuis le 17 novembre 2022, une crèche à la Servette a été inaugurée au nom de Monique Bauer-Lagier.

## Publications
- Une femme en politique : mémoires d'une conseillère aux États de Genève, Labor et Fides, 1996, 137 pages (ISBN 978-2830908237)[13]